# Federico C.
La turbonave Federico C. fu un transatlantico, poi impiegata come nave da crociera, costruita nel 1957 presso i Cantieri navali di Sestri Ponente. Prima nave in servizio tra l'Europa e il Sudamerica a essere dotata di pinne stabilizzatrici di tipo Denny Brown per ridurre il rollio. La Federico C. è stata un esempio straordinario di nave che sarà in seguito imitato da tutti i grandi transtlantici.

## Storia
La nave fu ordinata dalla Costa Crociere nel 1958 ai cantieri Ansaldo di Sestri Ponente e fu denominata Federico C. Essa fu gestita dalla Costa Crociere fino al 1983.
Nel 1983 fu ceduta alla Premier Cruises che la rinominò Royale, e nel corso dello stesso anno viene rinominata in Starship Royale. Nel 1988 fu rinominata Sea Breeze gestita dalla Dolphin Crociere.
Nel 1989, subì lavori di ammodernamento e ritornò alla gestione della Premier Crociere fino al 1997. Con la cessazione delle attività della Premier, la nave nel settembre 2000, fu posta in disarmo nel porto di Halifax.
Ritornata in attività nel dicembre 2000 mentre si trovava al largo delle coste della Carolina del Nord/Virginia, a causa del mare in tempesta subì un incidente nella sala macchine e iniziò a imbarcare acqua, naufragando. Il naufragio destò particolare attenzione in quanto le reali cause della sciagura furono poco chiare: infatti risultò anomala la rapidità con cui affondò, tanto che si paventò il dubbio che l'incidente fosse tutt'altro che fortuito.